# ديواين تي وليامز
ديواين تي وليامز (بالإنجليزية: Dewayne Thomas Williams)‏ هو عسكري أمريكي، ولد في 8 سبتمبر 1949 في براون سيتي في الولايات المتحدة، وتوفي في 18 سبتمبر 1968 في محافظة كوانغ نام في فيتنام.